# Wilhelm Müller (esesman)
Wilhelm Müller (ur. 1911, zm. 28 maja 1947 w Landsberg am Lech) – zbrodniarz hitlerowski, członek załogi obozu koncentracyjnego Mauthausen-Gusen i SS-Unterscharführer (nr identyfikacyjny w SS: 201465).
Członek Waffen-SS i personelu Mauthausen (od 27 września 1939 do kwietnia 1945), gdzie pełnił służbę w obozowym gestapo (Politische Abteilung). Był znany ze swego szczególnego okrucieństwa wobec przesłuchiwanych więźniów. Brał też niejednokrotnie udział w egzekucjach.
Müller został osądzony przez amerykański Trybunał Wojskowy w procesie załogi Mauthausen-Gusen (US vs. Johann Altfuldisch i inni) i skazany za swoje zbrodnie na karę śmierci. Wyrok wykonano przez powieszenie w więzieniu Landsberg w maju 1947.